# Pose (2.ª temporada)
A segunda temporada da série de televisão estadunidense Pose foi encomendada em 12 de julho de 2018 pelo FX, estreou em 11 de junho de 2019 e foi finalizada em 20 de agosto de 2018 contando com 10 episódios. A temporada foi produzida pela Fox 21 Television Studios em associação com a FX Productions.
A estreia da temporada foi assistida por 672 mil espectadores e teve uma classificação de 0.3 no grupo demográfico de 18 a 49 anos. A segunda temporada de Pose recebeu críticas geralmente positivas dos críticos, recebendo o selo Certified Fresh do site agregador de críticas Rotten Tomatoes além de receber inúmeras indicações a prêmios. A série foi renovada para uma terceira temporada em 17 de junho de 2019.

## Enredo
A temporada começa em 1990. Mais personagens agora são soropositivos ou vivem com AIDS. Alguns se tornaram ativistas da AIDS com o ACT UP, e agora todos estão participando de arrecadação de fundos, funerais e serviços memoriais para seus muitos amigos e amantes na comunidade que foi duramente atingida pela pandemia de AIDS. Com o lançamento de canções de Madonna, Malcolm McLaren e outros, alguns aspectos dos estilos de dança de salão começam a se popularizar e os membros da comunidade encontram novas oportunidades como dançarinos e professores de dança. Outros estão trabalhando como dominadoras e strippers.

## Elenco e personagens
| - Michaela Jaé Rodriguez como Blanca Evangelista - Billy Porter como Pray Tell - Dominique Jackson como Elektra Wintour - Indya Moore como Angel Evangelista - Ryan Jamaal Swain como Damon Evangelista - Angelica Ross como Candy Ferocity - Hailie Sahar como Lulu Ferocity - Angel Bismark Curiel como Martinez 'Lil Papi' Evangelista - Dyllón Burnside como Ricky Wintour - Sandra Bernhard como Judy Kubrak | - Jeremy McClain como Cubby Wintour - Jason A. Rodriguez como Lemar Wintour - Alexia Garcia como Aphrodite - Bianca Castro como Veronica - Cecilia Gentili como Sra. Orlando - Trace Lysette como Tess - Leiomy Maldonado como Florida - Jack Mizrahi como ele mesmo - Patti LuPone como Frederica Norman - Damaris Lewis como Jazmine - Brielle Rheames como Silhouette - Dashaun Wesley como Shadow - Danielle Cooper como Wanda - Trudie Styler como Srta. Ford - Alexander DiPersia como Andre Taglioni - André Ward como Manhattan - J. Cameron Barnet como Castle - Blaine Alden Krauss como Chris - Patricia Black como Chi Chi | - Johnny Sibilly como Costas - Peppermint como Euphoria - Danny Johnson como Darnell Johnson - Patrice Johnson Chevannes como Vivica Johnson - Austin Scott como Adrian - KJ Aikens como Quincy - Gia Parr como Chilly - Frank De Julio como Julio - Christopher Meloni como Dick Ford - Charlayne Woodard como Helena St. Rogers |

## Episódios
| N.º na série | N.º na temp. | Título                             | Dirigido por          | Escrito por                                | Exibição original    | Audiência (milhões) |
| --- | ------------ | ---------------------------------- | --------------------- | ------------------------------------------ | -------------------- | ------------------- |
| 9 | 1            | "Acting Up"                        | Gwyneth Horder-Payton | Ryan Murphy & Brad Falchuk & Steven Canals | 11 de junho de 2019  | 0.672               |
| Agora estamos em 1990, e o aspecto vogue da cultura de salão de baile está começando a se popularizar com o lançamento da canção de Madonna, "Vogue". A comunidade tem sentimentos conflitantes sobre isso. Blanca, embora ainda se sinta saudável, descobre que sua contagem de células T caiu para 200, o que significa que seu diagnóstico mudou de HIV positivo para AIDS. Judy Kubrak ajuda Blanca a obter o AZT e traz um relutante Pray Tell para uma reunião do ACT UP. Judy, Blanca, Pray Tell e a maior parte da família de Blanca participam do protesto da ACT UP "Stop the Church" na Catedral de São Patrício e são presas por desobediência civil. Angel entra em um concurso de modelos promovido pela Ford Models e é selecionada como uma das dez finalistas, mas é explorada por um fotógrafo que a fetichiza. Blanca e Papi espancam o fotógrafo explorador e pegam de volta as fotos e os negativos. |              |                                    |                       |                                            |                      |                     |
| 10 | 2            | "Worth It"                         | Gwyneth Horder-Payton | Janet Mock                                 | 18 de junho de 2019  | 0.567               |
| Elektra embarca em uma nova carreira como dominatrix. Sentindo-se fortalecida, ela deixa a Casa Ferocity e recruta membros para sua nova Casa de Wintour. Blanca aluga uma vitrine de Frederica Norman, magnata do mercado imobiliário, com planos de abrir um salão de manicure. Quando Frederica descobre que Blanca é transgênero, ela tenta despejá-la, mas Blanca reivindica os direitos de posseiro. Damon suspeita que Ricky está fazendo sexo com outras pessoas, então ele termina com ele. Ricky deixa a Casa Evangelista e se junta à Casa de Wintour. |              |                                    |                       |                                            |                      |                     |
| 11 | 3            | "Butterfly/Cocoon"                 | Janet Mock            | Our Lady J                                 | 25 de junho de 2019  | 0.589               |
| A dominatrix recém-criada Elektra deixa um cliente sozinho em sua masmorra e fica horrorizada ao voltar para descobri-lo morto. O cliente cheirou cocaína, teve uma overdose e sufocou na máscara de escravidão. Elektra pede a ajuda de Blanca e depois de Candy, que a ajudam a mumificar e lacrar o corpo do cliente em um baú e escondê-lo no armário de Elektra. Angel e Papi começam a explorar seu relacionamento, mas um trabalho de modelo de última hora inviabiliza seu primeiro encontro oficial. No final do episódio, Angel se torna a nova cara dos cosméticos Wet 'n Wild. |              |                                    |                       |                                            |                      |                     |
| 12 | 4            | "Never Knew Love Like This Before" | Ryan Murphy           | Ryan Murphy & Janet Mock                   | 9 de julho de 2019   | 0.580               |
| Candy é assassinada enquanto trabalhava em um motel. Ela vai ao seu próprio funeral em forma de espírito, onde ela e Blanca cantarolam e cantam juntas. Pray Tell, Angel, Lulu e os pais de Candy vêem Candy em forma espiritual. Antes da morte de Candy, Pray Tell e o conselho de MCs rejeitaram ter a categoria de sincronização labial nos bailes (levando-os a serem regados com talheres de jantar por Candy). No funeral de Candy, Pray Tell anuncia que, em homenagem a Candy, eles agora farão a sincronização labial, batizando-o de "Candy's Sweet Refrain". No final do episódio Candy sincroniza os lábios com a música "Never Knew Love Like This Before" de Stephanie Mills. |              |                                    |                       |                                            |                      |                     |
| 13 | 5            | "What Would Candy Do?"             | Tina Mabry            | Steven Canals                              | 16 de julho de 2019  | 0.497               |
| Ricky e Damon fazem um teste para serem dançarinos da Blond Ambition World Tour de Madonna. Elektra planeja que Damon seja ferido pelo martelo de Candy (entregue a vários agressores em potencial) em um esforço para melhorar as chances de Ricky de garantir uma vaga na turnê, mas cancela o plano depois que ela é repreendida por Blanca. |              |                                    |                       |                                            |                      |                     |
| 14 | 6            | "Love's In Need Of Love Today"     | Tina Mabry            | Brad Falchuk & Our Lady J                  | 23 de julho de 2019  | 0.505               |
| Pray Tell teve uma reação adversa severa ao AZT e foi hospitalizado. Blanca organiza seu cabaré anual sobre AIDS em seu lugar. Ela conta que é soropositiva para o público do cabaré, pela primeira vez, antes de cantar "Love’s in Need of Love Today" de Stevie Wonder com Pray Tell. A comunidade do salão de baile, liderada por Lulu e Elektra, se reúne para protestar contra Frederica depois que Frederica trai Blanca e fecha o salão de manicure de Blanca enquanto todos estão no cabaré / benefício. |              |                                    |                       |                                            |                      |                     |
| 15 | 7            | "Blow"                             | Jennie Livingston     | Janet Mock                                 | 30 de julho de 2019  | 0.405               |
| Pray Tell e Blanca percebem que agora são anciãos na comunidade e desafiam os jovens membros da Casa Evangelista a organizar uma ação ACT UP, inflando um preservativo gigante para cobrir a casa de Frederica Norman, protestando contra a exploração financeira de Blanca e outros. Angel e Papi bebem e cheiram cocaína em uma festa no bairro residencial, fazendo Angel chegar tarde e de ressaca para um importante trabalho de modelo, onde o fotógrafo é revelado como o predador fetichista que Blanca e Papi bateram. Ricky descobre que seu teste de HIV deu positivo. |              |                                    |                       |                                            |                      |                     |
| 16 | 8            | "Revelations"                      | Steven Canals         | Steven Canals                              | 6 de agosto de 2019  | 0.508               |
| Ricky e Pray Tell, que têm se tornado amigos cada vez mais próximos, tornam-se amantes. Damon se forma na academia de dança. Na festa de formatura em casa, Damon confronta Angel e Pray Tell sobre seu uso secreto de drogas e mentiras para Blanca, e informa Blanca. Angel e Papi se mudam para um apartamento no Village que Papi encontrou. Damon parte para se apresentar em uma turnê europeia para Malcolm McLaren. Blanca começa a sentir a síndrome do ninho vazio. |              |                                    |                       |                                            |                      |                     |
| 17 | 9            | "Life's a Beach"                   | Gwyneth Horder-Payton | Janet Mock & Our Lady J                    | 13 de agosto de 2019 | 0.547               |
| O salão de manicure de Blanca pega fogo. Elektra, Blanca, Angel e Lulu fazem uma viagem de garotas para uma casa de praia chique em Long Island que pertence a um dos clientes da Elektra. Blanca conhece um homem lá e eles têm um encontro romântico na praia. No caminho de volta para a cidade, Candy aparece em espírito, cantando junto com eles no carro. |              |                                    |                       |                                            |                      |                     |
| 18 | 10           | "In My Heels"                      | Janet Mock            | Ryan Murphy & Brad Falchuk & Steven Canals | 20 de agosto de 2019 | 0.536               |
| Em maio de 1991, Blanca está administrando seu salão de beleza dentro de sua casa. Durante a visita de Pray Tell, Blanca fica tão doente que precisa ser hospitalizada. Blanca e Pray Tell veem no noticiário que Frederica Norman é a responsável pelo incêndio do salão de manicure de Blanca; Frederica é presa por seus crimes. Damon retorna da Europa. Angel revela ser trans e perde seu contrato com a Ford Modeling. Durante o Baile do Dia das Mães, Angel e Papi ficam noivos, e Angel consegue um novo emprego de modelo no exterior graças a Papi se tornar seu empresário. Angel está com medo de ser descoberta novamente, mas Papi fundou uma agência baseada na verdade e na transparência - todos os novos clientes sabem a verdade sobre as modelos. Seguido pela vitória de sincronismo labial de Blanca e a coroação de Mãe do Ano de Elektra, Elektra assume a posição de MC, e Pray Tell, Ricky e outros competidores do sexo masculino desfilam pela primeira vez. No final do episódio, após se despedir de Angel e Papi, Blanca, agora em uma cadeira de rodas, encontra dois adolescentes sem-teto do lado de fora, Quincy e Chilly. Ela e Pray Tell levam os novos filhos para jantar. |              |                                    |                       |                                            |                      |                     |

## Produção
Pose foi oficialmente renovada para a segunda temporada pouco antes da final da primeira temporada, em 12 de julho de 2018, pelo FX. Em 19 de setembro de 2018, foi anunciado que Sandra Bernhard iria reprisar seu papel como a Enfermeira Judy na segunda temporada como um membro do elenco principal. Em 23 de março de 2019, no PaleyFest, Ryan Murphy revelou que Patti LuPone iria fazer uma participação na temporada 2.
As filmagens para a temporada começaram em setembro de 2018.

## Recepção

### Resposta crítica
A temporada foi recebida com uma resposta positiva dos críticos. No site agregador de críticas Rotten Tomatoes, a série detém um índice de aprovação de 98% com uma classificação média de 8.39/10 com base em 40 avaliações. O consenso crítico do site diz: "Uma deliciosa e delicada dança de luz e escuridão, a segunda temporada de Pose atinge um equilíbrio impressionante entre a coragem da realidade e o glamour da passarela e brilha ainda mais." Metacritic, que usa uma média ponderada, atribuiu à série uma pontuação de 79 em 100 com base em 14 críticos, indicando "revisões geralmente favoráveis".
Danette Chávez, do The A.V. Club, diz que "Pose aplica as lições aprendidas com a história do mundo real, bem como a sua própria para entregar uma segunda temporada que é tão carinhosamente trabalhada quanto a sua primeira, mas com um espetáculo ainda maior e maior urgência — e ao fazê-lo, faz com que o desgaste do coração na manga pareça bem elegante."
Malcolm Venable, do TV Guide, atribuiu à temporada uma nota 4/5. Em sua crítica ele diz que "Às vezes, parte do diálogo afirmando as escolhas de Blanca para viver e sonhar e esperar parece que ela está fazendo discursos apontados diretamente para a plateia. Em qualquer outro lugar, isso pode parecer tenso, mas para Pose é vital", ele também elogia o enredo do ativismo da AIDS dizendo que "[...] embora o ativismo da AIDS possa não ser tão urgente para a juventude LGBTQ de hoje - que sabem que as opções de tratamento de PrEP e HIV existem (desde quevocê possa pagar) - é exatamente por isso que a representação de Pose do crescente movimento ACT UP é inteligente e relevante: mostra a comunidade LGBTQ usando seu poder para forçar a mudança e lembrar as pessoas o quanto a geração anterior perdeu, sacrificou e lutou pelas liberdades disponíveis agora."

### Audiência
| №  | Título                             | Exibição original    | Rating/share (18–49) | Audiência (em milhões) | DVR (18–49) | Audiência em DVR (milhões) | Total (18–49) | Audiência total (em milhões) |
| -- | ---------------------------------- | -------------------- | -------------------- | ---------------------- | ----------- | -------------------------- | ------------- | ---------------------------- |
| 1  | "Acting Up"                        | 11 de junho de 2019  | 0.3                  | 0.672                  | N/A         | 0.653                      | N/A           | 1.328                        |
| 2  | "Worth It"                         | 18 de junho de 2019  | 0.2                  | 0.567                  | 0.2         | 0.640                      | 0.4           | 1.208                        |
| 3  | "Butterfly/Cocoon"                 | 25 de junho de 2019  | 0.2                  | 0.589                  | 0.2         | 0.573                      | 0.4           | 1.163                        |
| 4  | "Never Knew Love Like This Before" | 9 de julho de 2019   | 0.2                  | 0.580                  | 0.2         | 0.686                      | 0.4           | 1.268                        |
| 5  | "What Would Candy Do?"             | 16 de julho de 2019  | 0.1                  | 0.497                  | 0.3         | 0.596                      | 0.4           | 1.094                        |
| 6  | "Love's In Need Of Love Today"     | 23 de julho de 2019  | 0.2                  | 0.505                  | N/A         | 0.588                      | N/A           | 1.095                        |
| 7  | "Blow"                             | 30 de julho de 2019  | 0.2                  | 0.405                  | N/A         | 0.617                      | N/A           | 1.023                        |
| 8  | "Revelations"                      | 6 de agosto de 2019  | 0.2                  | 0.508                  | 0.2         | 0.540                      | 0.4           | 1.051                        |
| 9  | "Life's a Beach"                   | 13 de agosto de 2019 | 0.2                  | 0.547                  | N/A         | 0.553                      | N/A           | 1.102                        |
| 10 | "In My Heels"                      | 20 de agosto de 2019 | 0.2                  | 0.536                  | N/A         | N/A                        | N/A           | N/A                          |

### Prêmios e indicações
| Ano  | Prêmio                                   | Categoria                                                                                           | Nomeado(a) | Resulto  | Ref.          |
| ---- | ---------------------------------------- | --------------------------------------------------------------------------------------------------- | --- | -------- | ------------- |
| 2020 | Golden Globe Awards                      | Melhor Ator – Série de Televisão Dramática                                                          | Billy Porter | Indicado | [ 31 ]        |
| 2020 | Critics' Choice Television Awards        | Melhor Série Dramática                                                                              | Pose | Indicado | [ 32 ]        |
| 2020 | Critics' Choice Television Awards        | Melhor Ator em Série Dramática                                                                      | Billy Porter | Indicado | [ 32 ]        |
| 2020 | Critics' Choice Television Awards        | Melhor Atriz em Série Dramática                                                                     | Mj Rodriguez | Indicado | [ 32 ]        |
| 2020 | Make-Up Artists and Hair Stylists Guilds | Séries de televisão, minisséries ou novas mídias - Melhor estilo de cabelo de época e/ou personagem | Barry Lee Moe, Timothy Harvey and Sabana Majeed                                                                                              | Indicado | [ 33 ]        |
| 2020 | GLAAD Media Awards                       | Melhor Série Dramática                                                                              | Pose | Venceu   | [ 34 ]        |
| 2020 | Dorian Awards                            | Drama de TV do ano                                                                                  | Pose | Venceu   | [ 35 ]        |
| 2020 | Dorian Awards                            | Performance de TV do ano - Atriz                                                                    | Mj Rodriguez | Indicado | [ 35 ]        |
| 2020 | Dorian Awards                            | Performance de TV do ano — Ator                                                                     | Billy Porter | Venceu   | [ 35 ]        |
| 2020 | Dorian Awards                            | Programa de TV LGBTQ do ano                                                                         | Pose | Venceu   | [ 35 ]        |
| 2020 | TCA Awards                               | Melhor Realizarão Dramática                                                                         | Pose | Indicado | [ 36 ]        |
| 2020 | Primetime Emmy Awards                    | Melhor Autor Principal em uma Série Dramática                                                       | Billy Porter (por "Love's in Need of Love Today")                                                                                            | Indicado | [ 37 ] [ 38 ] |
| 2020 | Primetime Creative Arts Emmy Awards      | Melhor Figurino de Período                                                                          | Analucia McGorty, Nicky Smith, Alexa DeFazio e Linda Giammarese (por "Acting Up")                                                            | Indicado | [ 37 ] [ 38 ] |
| 2020 | Primetime Creative Arts Emmy Awards      | Melhor Período e/ou Penteado de Personagem                                                          | Barry Lee Moe, Timothy Harvey, Sabana Majeed, Liliana Meyrick, Lisa Thomas, Greg Bazemore, Jessie Mojica e Charlene Belmond (por "Worth It") | Indicado | [ 37 ] [ 38 ] |
| 2020 | Primetime Creative Arts Emmy Awards      | Melhor Período e/ou Maquiagem de Personagem (Não Protética)                                         | Sherri Berman Laurence, Nicky Pattison Illum, Chris Milone, Deja Smith e Jessica Padilla (por "Acting Up")                                   | Indicado | [ 37 ] [ 38 ] |
| 2020 | Primetime Creative Arts Emmy Awards      | Melhor Maquiagem Protética para uma série, série limitada, filme ou especial                        | David Presto, Greg Pikulski, Brett Schmidt, Lisa Forst e Keith Palmer (por "Love's in Need of Love Today")                                   | Indicado | [ 37 ] [ 38 ] |
| 2020 | Primetime Creative Arts Emmy Awards      | Melhor Série Curta de Não-ficção ou Realidade                                                       | Pose: Identity, Family, Community | Indicado | [ 37 ] [ 38 ] |